# Aphnaeus jefferyi
Aphnaeus jefferyi är en fjärilsart som beskrevs av Hawker-smith 1928. Aphnaeus jefferyi ingår i släktet Aphnaeus och familjen juvelvingar. Inga underarter finns listade i Catalogue of Life.